# Droisy (Eure)
Droisy é uma comuna francesa na região administrativa da Normandia, no departamento de Eure. Estende-se por uma área de 17,26 km². Em 2010 a comuna tinha 448 habitantes (densidade: 26 hab./km²).